# Viande d'autruche

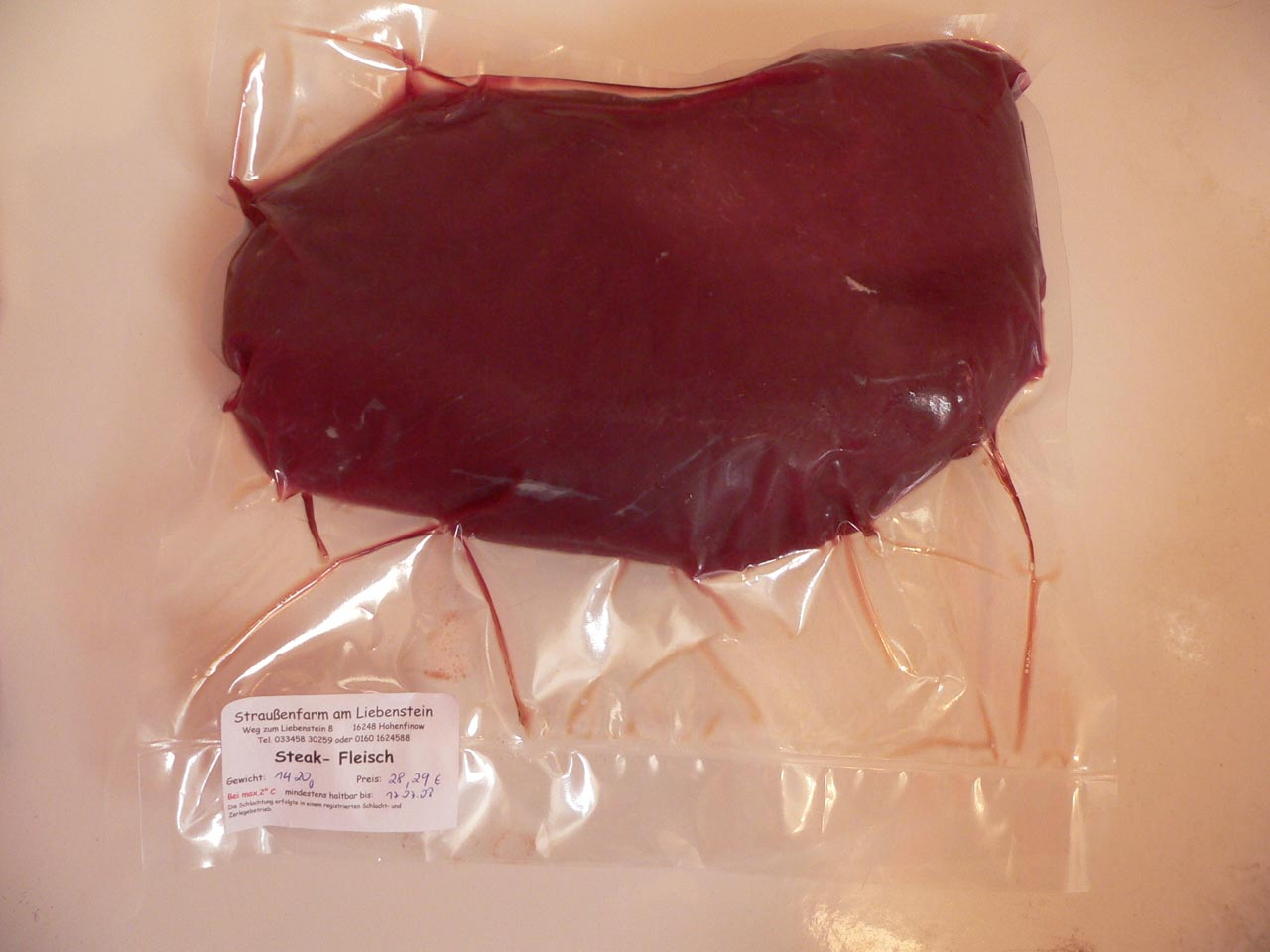
Steak cru d'autruche emballé provenant de la cuisse.

La viande d'autruche est une viande issue de l'Autruche d'Afrique (Struthio camelus). Elle est consommée notamment en Afrique du Sud (qui comprend 75 % des fermes d'élevage), en Europe, en Australie et aux États-Unis. Cette viande a une faible teneur en matières grasses (valeurs de cholestérolémie inférieures à celle du poulet) et un taux élevé en protéines.